# آنا فرويد
آنا فرويد (بالألمانية: Anna Freud)‏ (3 ديسمبر 1895- 9 أكتوبر 1982)نمساوية من أصل يهودي والابنة الأخيرة لعالم النفس الشهير سيجموند فرويد. تعد من أوائل مؤسسي التحليل النفسي للطفل.

## نشأتها
ولدت آنا فرويد في النمسا. ترتيبها السادسة من أصل ثلاثة ذكور وثلاثة إناث. وكان الحمل بها غير متوقع إضافة إلى أن فرويد كان يتمنى أن يرزق بولدٍ. وتقول آنا عن ذلك: «لو كان هناك موانع حمل في حينها لما ولدت». ويرى بعض علماء التحليل النفسي أن هذه الأشياء أفضت بها إلى الشعور بالرفض. ومع هذا كله كانت أقرب أبناء فرويد له وشديدة الالتصاق به، وأخذت عنه اتجاهاته العلمية واهتماماته السيكولوجية، وظلت ترعاه في مرضه منذ إصابته بالسرطان سنة 1923 وحتى وفاته في لندن سنة 1939.
آنا فرويد لم تتزوج وبدأت حياتها العملية مدرّسة أطفال، وفي أثناء عملها كانت تدون الكثير من الملاحظات عنهم، وبدأ من هنا اهتمامها بعلم نفس الطفل.

## حياتها المهنية
مارست آنا التحليل النفسي وأصبحت عضواً في الجمعية النمساوية للتحليل النفسي سنة 1922، واُنتخبت رئيساً للجمعية من عام 1925 إلى عام 1928، ورئيساً لمعهد التدريب على التحليل النفسي في ڤيينا حيث مقرها.
في عام 1927 أصدرت أول بحث لها عن اتجاهاتها في تحليل نفسيات الأطفال وأسس العلاج النفسي الخاص بهم. ويذكر في تاريخ التحليل النفسي أن فرويد كان أول من حاول تحليل الأطفال نفسياً في الحالة المشهورة التي عالجها باسم «الصغير هانز» عام 1906. إلا أن المحاولة الجادة كانت محاولة آنا فرويد وميلاني كلاين في بداية الثلاثينات. حيث تمثل آنا المدرسة الأوروبية، بينما تمثل ميلاني المدرسة البريطانية في التحليل النفسي للطفل، وتخصصت آنا في الأطفال الكبار، بينما مارست ميلاني تحليل الأطفال الصغار.
هاجرت آنا فرويد بشكل نهائي إلى لندن عام 1938، وشاركت آنذاك في عيادة هامبستيد لعلاج الأطفال. وأثناء الحرب العالمية الثانية أسست مع الأمريكية دوروثي برلنجهام عدداً من دور الحضانة للأطفال اليتامى والمنكوبين والمُرحلين.
ألفت آنا في تلك الفترة (1942-1943) ثلاثة كتب هي: "children in Wartime"،"Infants without Families"،"War and Children"

## آنا فرويد ومفاهيم التحليل النفسي
شرحت آنا الاتجاه الجديد الذي أسّسته في التحليل النفسي في كتابها «الأنا والميكانيزمات الدفاعية Ego and the Mechanisms of Defense» حيث أكدت على دور الأنا في الحياة النفسية وفي العلاج النفسي التحليلي، وقالت أن التحليل النفسي لايمكن أن يصدق عليه اسمه إلا إذا اتجه إلى البحث في الأنا وعدم الاقتصار على اللهو. وترى أن تحليل الميكانيزمات اللاشعورية التي يلجأ لها الأنا يمكن أن تطلعنا على التحولات التي طرأت على الغرائز عند المريض. ويتلخص دور المحلل من وجهة نظرها في إزعاج الأنا باستثارة المكبوت، وتدمير ماقام به الأنا من أساليب توافقية مَرضية ولكنها من وجهة نظر الأنا تمثل أنساقاً دفاعية يحاول من خلالها أن يسيطر على الحياة الغريزية.

### حددت آنا فرويد في كتابها خمسة أنواع من الميكانيزمات الدفاعية وهي

#### 1. الإنكار عن طريق التخيل
كأن يكره الطفل أباه المستبد، فيتخيله أسداً مثلاً، ويتوهم أنه صديقه، وأنه يأتيه ويلاعبه ويتبعه. والطفل بهذا التخيل أنكر واقعه وهو أنه لايحب أباه، وحولها إلى صورة متخيلة محببة. وهذه الحيلة يلجأ لها الأطفال

#### 2. إنكار اللفظ والفعل
ويتمثل في سلوك الطفل عندما يقول مثلاً «أنا كبير مثل بابا» أو «أنا لاأكره الدواء، أنا أحبه جيداً» أو «المعلمة تحبني كثيراً». كل هذه العبارات هي أمثله لإنكار الواقع إنكاراً يحمي به الطفل نفسه ضد عجزه وقلة حيلته واعتماده على غيره.

#### 3. تقييد الأنا
مثاله طفلة في العاشرة ذهبت لحفلة استعراضية لأول مرة، واستعدت لها بملابس جميلة، وفي الحفلة شاهدت طفل جميل استأثر اهتمامها، إلا أنه نهرها وانتقد طريقتها في اللبس والرقص، ومنذ ذلك اليوم صارت تكره الحفلات ولاتتردد عليها، ولم تجهد نفسها في تعلم الرقص، وعوّضت نفسها بتقييد أناها بأن حرّمت على نفسها المباهج الأنثوية.

#### 4.دفاع التعيين بالمعتدى
يتم من خلاله السيطرة على القلق بامتثال خصال المعتدي واستدماج صفاته. ومثاله الطفل الصغير الذي تألم من خلع أحد أسنانه قد يلعب مع أخته بأن يمثل دور الطبيب ويجعلها تمثل دور المريضة.

#### 5.الدفاع بالإيثار
هو شكل من أشكال الإيثار، ومثاله مربية كانت في طفولتها تحب الملابس الجديدة، وكانت تتمنى أن يكون لها أخوات، فقالت لها أمها مازحة:«إننا لانستطيع أن نأتي لك بأخوات وملابس في الوقت نفسه فهذا مكلّف، فإما هذا وإما ذاك». وكبرت الطفلة ولم تتزوج وامتهنت تربية الأطفال، وصارت تدافع عنهم أمام آبائهم كلما أرادوا ملابس جديدة.

## وصلات خارجية
- آنا فرويد على موقع الموسوعة البريطانية (الإنجليزية)
- آنا فرويد على موقع مونزينجر (الألمانية)
- آنا فرويد على موقع إن إن دي بي (الإنجليزية)